# برايان مكنيل
برايان مكنيل (بالإنجليزية: Brian McNeill) هو مغني وكاتب أغاني بريطاني، ولد في 6 أبريل 1950 في فلكرك في المملكة المتحدة.

## وصلات خارجية
- برايان مكنيل على موقع ميوزك برينز (الإنجليزية)
- برايان مكنيل على موقع ديسكوغز (الإنجليزية)